# September (film)
|  | Denne artikel er oprettet af botten Steenthbot ud fra en ekstern database. Den kan derfor have sproglige fejl eller mangler. Denne skabelon kan fjernes efter kontrol af indholdet. |

 For alternative betydninger, se September (flertydig). (Se også artikler, som begynder med September)
September er en dansk børnefilm fra 2017 instrueret af Lisa Jespersen.

## Handling
Komediedrama om 3 vidt forskellige kvinder, der møder hinanden på et badehotel. Her må den umage trio finde hoved og hale i deres indbyrdes relationer, og alle tvinges de til at reflektere over deres forskellige tilgange til livet og hvad det har at byde på. Måske behøver livet ikke være gråt og kedeligt, bare fordi man har rundet de 60?

## Medvirkende
- Karen-Lise Mynster
- Andrea Vagn Jensen
- Ulla Henningsen